# HMS Colossus (1910)
La HMS Colossus fu la prima dell'omonima classe di due corazzate dreadnought costruite dalla Royal navy alla fine del primo decennio del XX secolo. Passò tutta la sua carriera assegnata alla Home e Grand Fleet, servendo spesso come ammiraglia. Oltre alla partecipazione nella battaglia dello Jutland nel maggio 1916 e all'inconclusiva azione del 19 agosto successivo, il suo servizio durante la prima guerra mondiale consistette soprattutto in pattugliamenti di routine e addestramenti nel Mare del Nord. La Colossus fu l'unica dreadnought del corpo principale della squadra nella battaglia dello Jutland ad essere colpita, anche se il danno fu molto limitato. La nave fu dichiarata obsoleta alla fine della guerra e fu messa in riserva ed utilizzata come nave scuola. La Colossus fu ridotta ad un pontone nel 1923 e venduta per la demolizione nel 1928.

## Progetto e descrizione
Il progetto della classe Colossus fu derivato da quello della HMS Neptune con corazzatura ridistribuita e siluri più potenti. La Colossus aveva una lunghezza fuoritutto di 166,3 m, un baglio massimo di 26,4 m e un pescaggio di 8,2 m. Dislocava 20 350 t con carico normale e 23 639 t a pieno carico. Nel 1911 l'equipaggio era di 751 tra ufficiali e marinai.
La Colossus era propulsa da due set di turbine a vapore Parsons, ognuno collegato a due alberi motore. Le turbine utilizzavano il vapore prodotto da 18 caldaie a tubi d'acqua Babcock & Wilcox. La potenza nominale delle turbine era di 19 000 kW per poter spingere la nave alla velocità massima di 21 nodi. Durante le prove in mare a massima potenza, che durarono otto ore, il 30 marzo 1911, raggiunse una velocità massima di 21,6 nodi per 21 846 kW in una tempesta moderata. Le navi della classe Colossus avevano un'autonomia di 6 680 miglia nautiche alla velocità di crociera di 10 nodi.

### Armamento e corazzatura
La classe Colossus era equipaggiata con dieci cannoni 305/50 Mark XI in cinque torrette idrauliche binate, tre sull'asse di simmetria e due laterali.  Le torrette centrali erano chiamate 'A', 'X' e 'Y', da prua a poppa, e le torrette di sinistra e dritta erano designate rispettivamente 'P' e 'Q'. L'armamento secondario consisteva in sedici cannoni da 102 mm Mark VII. Dieci erano montati sulla sovrastruttura prodiera e sei in quella poppiera su affusti singoli. Erano in dotazione anche quattro cannoni a salve da 47 mm. Le navi erano equipaggiate con tre tubi lanciasiluri sommersi da 533 mm, uno su ogni fiancata e uno a poppa, con 18 siluri immagazzinati.
Avevano una cintura corazzata cementata Krupp al galleggiamento spessa 279 mm tra le barbette estreme. Sopra di essa c'era un corso di fasciame rinforzato spesso 203 mm. La paratia obliqua di prua da 102 mm connetteva la barbetta più a prua con la corazzatura del fianco. Similmente, La paratia poppiera connetteva la cintura corazzata alla barbetta più a poppa, anche se questa era spessa 203 mm. Le tre barbette sull'asse erano protette da una corazzatura di 254 mm sopra il ponte e 203 mm sotto di esso. le barbette laterali erano simili se non per il fatto che avevano una corazzatura da 279 mm all'esterno. Le torrette dei cannoni avevano le facce e i lati da 279 mm con coperture da 76 mm.
I tre ponti protetti erano spessi da 38 a 102 mm con lo spessore maggiore fuori dalla cittadella corazzata principale. Il fronte e lati della torre di comando erano protetti da piastre da 279 mm anche se il retro e la copertura erano rispettivamente solo di 203 mm e 76 mm. La torre di controllo dei lanciasiluri di poppa aveva i lati di 76 mm di spessore e la copertura di 51 mm. Per cercare di diminuire il peso le navi della classe Colossus avevano lo schema di protezione subacquea uguale alla HMS Dreadnought e le loro paratie antisiluro proteggevano solo le polveriere e i magazzini degli armamenti, anche se avevano uno spessore massimo di 76 mm.